# Stenus calcaratus
Stenus calcaratus är en skalbaggsart som beskrevs av Scriba 1864. Stenus calcaratus ingår i släktet Stenus, och familjen kortvingar. Arten är reproducerande i Sverige.